# Grand Prix Formule 1 van Canada 1994
De Grand Prix Formule 1 van Canada 1994 werd gehouden op 12 juni 1994 in Montreal.

## Uitslag
| Positie | Nummer | Rijder                | Team              | Ronden | Tijd/Opgave         | Startplaats | Punten |
| ------- | ------ | --------------------- | ----------------- | ------ | ------------------- | ----------- | ------ |
| 1       | 5      | Michael Schumacher    | Benetton-Ford     | 69     | 1:44:32.1           | 1           | 10     |
| 2       | 0      | Damon Hill            | Williams-Renault  | 69     | +39.66              | 4           | 6      |
| 3       | 27     | Jean Alesi            | Ferrari           | 69     | +1:13.338           | 2           | 4      |
| 4       | 28     | Gerhard Berger        | Ferrari           | 69     | +1:15.609           | 3           | 3      |
| 5       | 2      | David Coulthard       | Williams-Renault  | 68     | +1 Ronde            | 5           | 2      |
| 6       | 6      | Jyrki Järvilehto      | Benetton-Ford     | 68     | +1 Ronde            | 20          | 1      |
| 7       | 14     | Rubens Barrichello    | Jordan-Hart       | 68     | +1 Ronde            | 6           |        |
| 8       | 12     | Johnny Herbert        | Lotus-Mugen-Honda | 68     | +1 Ronde            | 17          |        |
| 9       | 23     | Pierluigi Martini     | Minardi-Ford      | 68     | +1 Ronde            | 15          |        |
| 10      | 4      | Mark Blundell         | Tyrrell-Yamaha    | 67     | Spin                | 13          |        |
| 11      | 24     | Michele Alboreto      | Minardi-Ford      | 67     | +2 Rondes           | 18          |        |
| 12      | 26     | Olivier Panis         | Ligier-Renault    | 67     | +2 Rondes           | 19          |        |
| 13      | 25     | Eric Bernard          | Ligier-Renault    | 66     | +3 Rondes           | 24          |        |
| 14      | 31     | David Brabham         | Simtek-Ford       | 65     | +4 Rondes           | 25          |        |
| 15      | 11     | Alessandro Zanardi    | Lotus-Mugen-Honda | 62     | +7 Rondes           | 23          |        |
| DQ      | 9      | Christian Fittipaldi  | Arrows-Ford       | 68     | Gediskwalificeerd   | 16          |        |
| NF      | 7      | Mika Häkkinen         | McLaren-Peugeot   | 61     | Motor               | 7           |        |
| NF      | 19     | Olivier Beretta       | Larrousse-Ford    | 57     | Motor               | 22          |        |
| NF      | 10     | Gianni Morbidelli     | Arrows-Ford       | 50     | Transmissie         | 11          |        |
| NF      | 34     | Bertrand Gachot       | Pacific-Ilmor     | 47     | Oliedruk            | 26          |        |
| NF      | 20     | Erik Comas            | Larrousse-Ford    | 45     | Koppeling           | 21          |        |
| NF      | 3      | Ukyo Katayama         | Tyrrell-Yamaha    | 44     | Ongeluk             | 9           |        |
| NF      | 15     | Eddie Irvine          | Jordan-Hart       | 40     | Spin                | 8           |        |
| NF      | 29     | Andrea de Cesaris     | Sauber-Mercedes   | 24     | Oliedruk            | 14          |        |
| NF      | 30     | Heinz-Harald Frentzen | Sauber-Mercedes   | 5      | Spin                | 10          |        |
| NF      | 8      | Martin Brundle        | McLaren-Peugeot   | 3      | Elektrisch probleem | 12          |        |

## Wetenswaardigheden
- Andrea de Cesaris verving Karl Wendlinger bij Sauber.
- Opnieuw slechts één wagen bij Simtek omwille van de verwondingen bij Andrea Montermini.
- Christian Fittipaldi werd gediskwalificeerd omdat hij met een te lichte wagen rondreed.

## Statistieken
| Pole-position | Michael Schumacher | Benetton-Ford | 1:26.178 |
| Snelste ronde | Michael Schumacher | Benetton-Ford | 1:28.927 |

## Noot
- Dit was de tweehonderdste Grand Prix-start voor Andrea de Cesaris. Hiermee was de Cesaris pas de derde coureur na Riccardo Patrese en Nelson Piquet die minstens 200 Grands Prix had gereden.
- Dit was de honderdste Grand Prix-start voor Pierluigi Martini. Hiermee was Martini de 37ste coureur die minstens 100 Grands Prix had gereden.
- Tiende Grand Prix-winst voor een Duitse coureur.

1967 · 1968 · 1969 · 1970 · 1971 · 1972 · 1973 · 1974 · 1976 · 1977 · 1978 · 1979 · 1980 · 1981 · 1982 · 1983 · 1984 · 1985 · 1986 · 1988 · 1989 · 1990 · 1991 · 1992 · 1993 · 1994 · 1995 · 1996 · 1997 · 1998 · 1999 · 2000 · 2001 · 2002 · 2003 · 2004 · 2005 · 2006 · 2007 · 2008 · 2010 · 2011 · 2012 · 2013 · 2014 · 2015 · 2016 · 2017 · 2018 · 2019 · 2022 · 2023 · 2024 · 2025 · 2026 · 2027 · 2028 · 2029